# Lophira alata
Lophira alata o metel es una especie de arbusto perteneciente a la familia Ochnaceae.
Es originario de Camerún, la República del Congo, la República Democrática del Congo, Costa de Marfil, Guinea Ecuatorial, Gabón, Ghana, Liberia, Nigeria, Sierra Leona, Sudán y Uganda. 

## Descripción
Es un arbusto de hasta 3 metros de altura. Las hojas de ovaladas y lanceoladas, con largos peciolos. Las flores son grandes, blancas con forma de trompeta y muy olorosas. El fruto es una cápsula que contiene numerosas semillas.
Distribución: arbusto de cultivo, originario de África tropical. En Guinea Ecuatorial se encuentra en zonas donde el clima es fresco, como por ejemplo las zonas altas de Bioko. En estas zonas puede nacer incluso de forma espontánea.

## Distribución y hábitat
Se planta para delimitar las huertas o fincas. Los alcaloides que posee esta planta le confieren efectos narcóticos, alucinantes y antidepresivos.
Su hábitat natural son los bosques húmedos tropicales o subtropicales  de tierras bajas. Está amenazado por la pérdida de hábitat. En Ghana, es conocido por el nombre local de Kaku. Se llama madera de hierro rojo.
Es extremadamente fuerte y dura, y se utiliza para traviesas de ferrocarril, puentes y puertas de esclusas.

## Propiedades
Los habitantes locales utilizan el aroma de la corteza como un tratamiento para el dolor de cabeza.  Las hojas de la planta  ofrece dos nuevos biflavonoides, L lophirone y M lophirone, la luteolina conocida y la lithospermoside. Ambos biflavonoides se obtuvieron en pequeñas cantidades, y sus estructuras muestran cierta diversidad en los biflavonoides, nuevas e inusuales. Asimismo, dos tetrámeros chalcona fueron aislados como los inhibidores del virus de Epstein-Barr (VEB). Uno de ellos fue identificado como lophirachalcone. El otro, de nombre alatachalcone, era nuevo, y la estructura fue determinada por las propiedades espectrales.

## Taxonomía
Lophira alata fue descrita por Banks ex C.F.Gaertn. y publicado en Supplementum Carpologiae 52, pl. 188. 1805.
Sinonimia
- Lophira africana Banks ex G.Don
- Lophira barteri Tiegh.
- Lophira macrophylla Tiegh.
- Lophira procera A.Chev.
- Lophira simplex G. Don
- Lophira tholloni Tiegh.[4]